# Santaquin
Santaquin ist eine Stadt im Utah County und Juab County des US-Bundesstaates Utah. Die Stadt ist Teil des Großraums Orem-Provo. Das U.S. Census Bureau ermittelte bei der Volkszählung 2020 eine Einwohnerzahl von 13.725. 

## Geografie
Santaquin liegt südöstlich des Utah Lake im südlichen Utah County, wobei sich ein kleiner Teil nach Süden in das Juab County erstreckt. Die Stadt grenzt im Nordwesten an Genola und im Norden an den nicht eingemeindeten Spring Lake. Die Interstate 15 führt durch die Stadt. Es herrscht kontinentales Klima.

## Geschichte
Santaquin, eine der frühen Siedlungen entlang der Salt Lake Road, wurde ursprünglich Ende 1851 gegründet. Ursprünglich trug sie den Namen Summit City aufgrund ihrer Lage in der Nähe des Gipfels (Summit) der Wasserscheide zwischen Utah Valley und Juab Valley. Summit City wurde von Pionieren besiedelt, die bei der Besiedlung des nördlich gelegenen Payson halfen. Im Jahr 1856 wurde der Ort in Santaquin umbenannt, nach dem Sohn von Guffich, einem einheimischen Häuptling, der den Siedlern freundlich gesinnt war. Santaquin wurde in den 1890er Jahren als eine Kleinstadt gegründet und am 4. Januar 1932 in eine Stadt umgewandelt.

## Demografie
Nach der Volkszählung von 2020 leben in Santaquin 13.725 Menschen. Die Bevölkerung teilt sich 2019 auf in 95,6 % Weiße, 0,8 % Afroamerikaner, 0,3 % indianischer Abstammung, 0,9 % Ozeanier und 1,0 % mit zwei oder mehr Ethnizitäten. Hispanics machten 13,5 % der Bevölkerung von Santaquin aus. Das mittlere Haushaltseinkommen lag 2019 bei 72.134 US-Dollar und die Armutsquote bei 8,5 %.